# Biker Mice from Mars (datorspel, 1994)
Biker Mice From Mars är ett racingspel till SNES, utvecklat av Konami. Spelet utkom 1994, och är baserat på den animerade TV-serien med samma namn.

## Spelupplägg
Målet i spelet är att ta rollen som en av de sex förarna Throttle, Modo, Vinnie, Lawrence Limburger, Dr. Karbunkle eller Smörjan i en serie motorcykellopp, på olika banor visas det i isometrisk projektion. Efter varje varv är spelarens missiler återfyllda för att slå ut motståndaren. Spelaren kan även få ett slumpmässigt bonusval för intjänade pengar som osårbarhet, lustgas acceleration eller göra en jordbävning. Vinnaren får prispengar och förloraren måste börja om igen.
Emellan ronderna kan man uppgradera motor, däck, mat och vapen kan köpas hos Sista Chansen-garaget genom att använda prispengarna. 

### Fotnoter
1. ↑  ”Biker Mars from Mars” (på svenska). Super Power (Solna) (3 1995). mars 1995. Läst 24 april 2014.